# Tour du Limbourg 2013
La 62e édition du Tour du Limbourg a eu le 9 mai 2013. La course fait partie du calendrier UCI Europe Tour 2013 en catégorie 1.2. Elle a été remportée par Olivier Chevalier (Wallonie-Bruxelles), immédiatement suivi par Kevin Claeys (Crelan-Euphony) et par Huub Duyn (De Rijke-Shanks).

## Classement
| Classement général, | Classement général, | Classement général, | Classement général,   | Classement général, |
|                     | Coureur             | Pays                | Équipe                | Temps               |
| ------------------- | ------------------- | ------------------- | --------------------- | ------------------- |
| 1er                 | Olivier Chevalier   | Belgique            | Wallonie-Bruxelles    | en 4 h 47 min 30 s  |
| 2e                  | Kevin Claeys        | Belgique            | Crelan-Euphony        | m.t                 |
| 3e                  | Huub Duyn           | Pays-Bas            | De Rijke-Shanks       | m.t                 |
| 4e                  | Steven Caethoven    | Belgique            | Accent Jobs-Wanty     | m.t                 |
| 5e                  | Jérôme Baugnies     | Belgique            | To Win-Josan          | m.t                 |
| 6e                  | Glenn O'Shea        | Australie           | An Post-ChainReaction | m.t                 |
| 7e                  | Jesper Asselman     | Pays-Bas            | Metec-TKH Continental | m.t                 |
| 8e                  | Niels Albert        | Belgique            | BKCP-Powerplus        | m.t                 |
| 9e                  | Jorne Carolus       | Belgique            | Lotto-Belisol U23     | 3 s                 |
| 10e                 | Wim Stroetinga      | Pays-Bas            | Koga                  | 14 s                |
| modifier            |                     |                     |                       |                     |